# Coreus serresi
Espèce
Coreus serresi est une espèce fossile de punaises de la famille des Coreidae et de la sous-famille des Coreinae.

## Classification
L'espèce Coreus serresi est décrite en 1937 par le paléontologue français Nicolas Théobald (1903-1981),

### Fossiles
L'holotype A 56 venant du gypse d'Aix-en-Provence fait partie de la collection de l'Institut géologique de Lyon.

### Étymologie
L'épithète spécifique serresi est un hommage à M de Serres qui l'a examiné et qu'il a cité sous le nom de Coreus,.

## Description

### Caractères
La diagnose de Nicolas Théobald en 1937, : 

« Insecte assez bien conservé, de couleur brun roux. Tête élargie transversalement, deux gros yeux faisant saillie à l'arrière et sur les côtés; front trapézoïdal ; antennes de 4 articles, le 4e un peu plus renflé et plus court que le 3°. Le renflement des yeux dépasse un peu le bord antérieur du pronotum ; pronotum de forme trapézoïdale, bords latéraux à peine convexes, bords antérieur et postérieur droits; surface ornée de ponctuations irrégulières, espacées ; scutellum bien développé, forme triangulaire, presque équilatérale ; même ornementation que sur le pronotum. Abdomen allongé, de forme subcylindrique, entièrement caché par les élytres. Ces derniers ont une corie nette, ornée de ponctuations comme l'écusson et le pronotum. Abdomen allongé, de forme subcylindrique, entièrement caché par les élytres. Membrane transparente, avec nervures ramifiées. Entre la corie et la membrane se trouve un espace non orné. Pattes avec cuisses renflées, les fémurs III sont armés d'épines le long de leur bord postérieur; tibias allongés, cylindriques, à peine renflés à l'extrémité; tarses I et III encore visibles, 3 articles dont le premier est le plus long. ».

### Dimensions

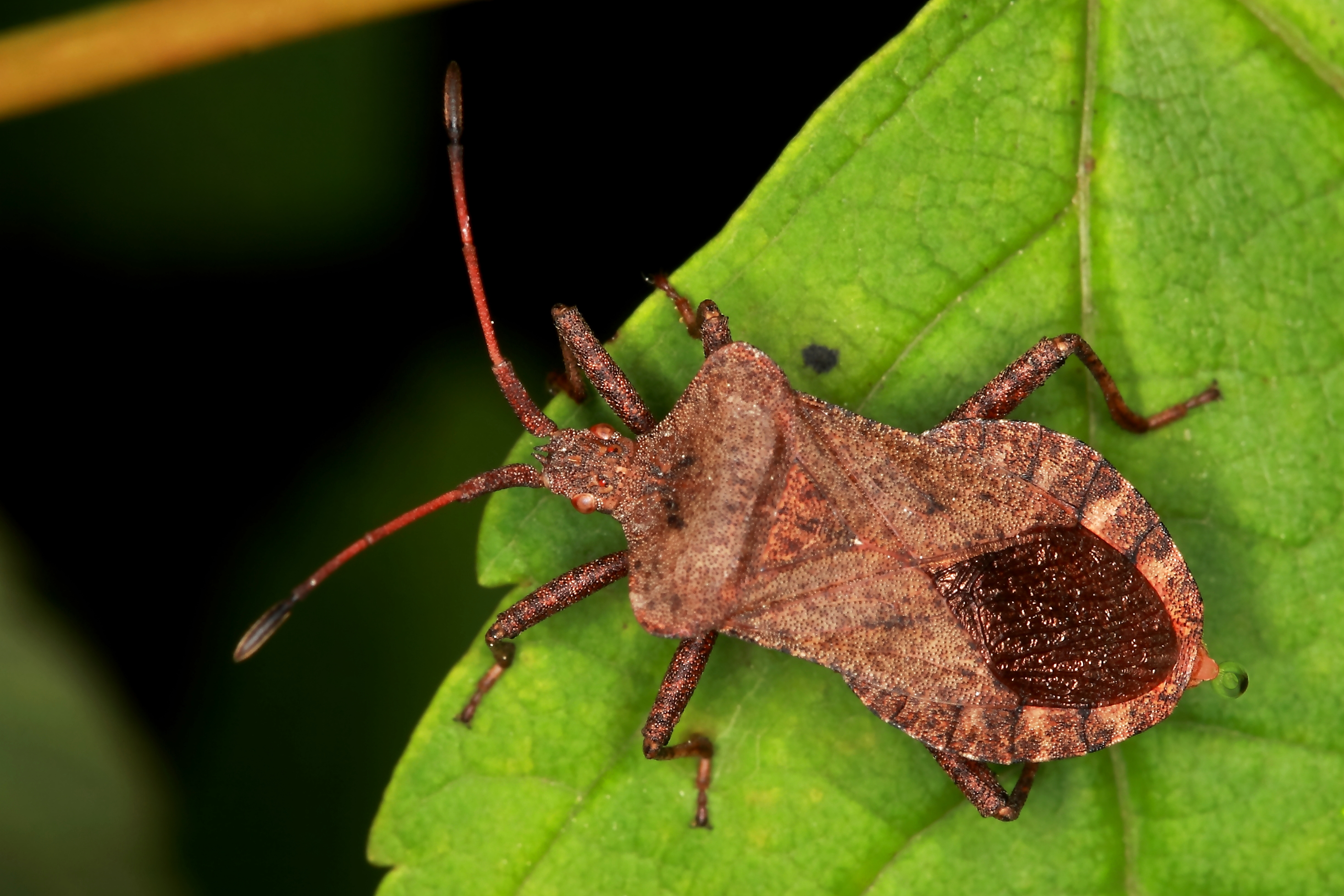
Corée marginée ou Coreus marginatus, une espèce sœur vivante

Ce spécimen a une longueur totale de 4,5 mm sans les antennes.

### Affinités
« Cet échantillon est celui que M de Serres a examiné et qu'il a cité sous le nom de Corœus. Cela semble être le cas, les cuisses postérieures ont plusieurs dents, les côtés latéraux du corselet sont presque droits, le dernier article des antennes est plus court que les autres, les cories sont noires. Ces caractères se retrouvent dans le g. Coreus. Les espèces actuelles de nos régions sont en général de taille plus grande. De plus la tête est plus allongée. il se pourrait donc qu'il s'agisse d'un genre nouveau à placer au voisinage de Coreus. »

## Biologie
« Les Coreinae ont une distribution universelle. Ce sont des punaises de taille assez grande ou moyenne qui vivent sur les arbres ou sur les herbes. ».

### Ouvrage
- [1829] Marcel de Serres, Géognésie des terrains tertiaires. Montpellier, Paris, 1829.

### Publication originale
- [1937] Nicolas Théobald, « Les insectes fossiles des terrains oligocènes de France 473 p., 17 fig., 7 cartes,13 tables, 29 planches hors texte », Bulletin Mensuel de la Société des Sciences de Nancy et Mémoires de la Société des sciences de Nancy, Imprimerie G. Thomas,‎ 1937, p. 1-473 (ISSN 1155-1119 et 2263-6439, OCLC 786027547). .